# Juan Bautista Romero (pintor)

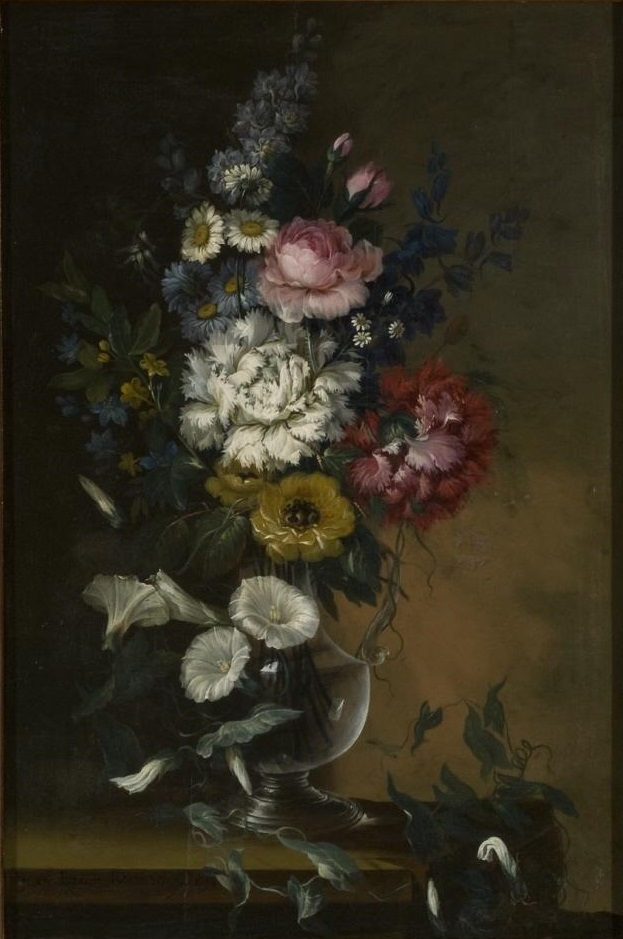
Florero, 1796, óleo sobre tabla, 55 x 37 cm, Madrid, Real Academia de Bellas Artes de San Fernando.

Juan Bautista Romero (Ruzafa, 17 de junio de 1756 - c.1804) fue un  pintor español especializado en la pintura de flores y bodegones.

## Biografía y obra
Juan Bautista Romero nació el 17 de junio de 1756 en Ruzafa. Se ignora todo lo relacionado con su formación como pintor, pero es posible que se iniciase en la escuela de la Real fábrica de seda, oro y plata que los Cinco Gremios Mayores de Madrid tenían en Valencia. Es probable que en 1780 contrajese matrimonio, lo que indicaría que en ese año o poco antes era ya un maestro independiente, pues en 1781 nació su primer hijo, como él llamado Juan Bautista y pintor de flores, al igual que su otro hijo, Vicente. Fechados en ese mismo año se conservan dos bodegones de frutas, flores y hortalizas (La Primavera y El Invierno) que podrían haber formado parte de una serie de las cuatro estaciones. En ellos demuestra ya buen dominio en la forma de representar los objetos, aunque su composición resulta un tanto arcaica y deudora de la pintura de Félix Lorente.
Se presentó en 1783 al Concurso general de la Real Academia de Bellas Artes de San Carlos optando sin éxito al premio de flores. Quizá a causa de ese fracaso se trasladó a Madrid para perfeccionarse en la Real Academia de Bellas Artes de San Fernando, aunque no tardó en retornar a Valencia para ingresar en la Escuela de Flores abierta allí en 1784. En 1785 y de nuevo en 1795 obtuvo el primer premio de flores de la Academia de San Carlos.

De 1796, firmados y fechados, son dos bodegones de flores que regaló a Manuel Godoy, ministro y favorito de los reyes españoles, y se conservan actualmente en la Academia de San Fernando, obras de gusto refinado muy características de lo mejor de su producción. Probablemente por mediación del valido, en febrero de 1797 comenzó a trabajar en la Real Fábrica de Porcelana del Buen Retiro. El trabajo en la fábrica de porcelanas, aunque le resultase ingrato y se rechazase su pretensión de acudir a ella solo por las mañanas, no le impidió continuar con la práctica independiente de la pintura al óleo. Así, dos bodegones con hortalizas y frutas pertenecientes a la colección real (Patrimonio Nacional) están fechados en 1800, y consta documentalmente que ese mismo año fue enviado a trabajar en la Casita del Labrador de Aranjuez, junto con Zacarías González Velázquez.
Separado de su familia y con problemas de salud, no debió de encontrarse cómodo con su trabajo en la fábrica, pues en un par de ocasiones solicitó y se le concedió permiso para retornar a su tierra para sanarse. La última en 1802 antes de su muerte, de la que se desconoce fecha y lugar, aunque en noviembre de 1804 su ya viuda pidió que se le reconociese su derecho a una pensión, que le fue denegada porque «su difunto marido no realizó servicio a la Fábrica sino al contrario».